# Württembergische B kr
Die Württembergische B kr waren die ersten Tenderlokomotiven der Königlich Württembergischen Staats-Eisenbahnen.
Die Klassenbezeichnung B wurde gleichzeitig auch für 2'B-Lokomotiven verwendet, ab 1869 wurden hier auch die 1B-Lokomotiven der bisherigen Klasse D eingereiht.

## Geschichte
Sie war die erste vom Obermaschinenmeisters Heinrich von Brockmann beschaffte Neukonstruktion. Er verzichtete auf das bis dahin bei Personenzuglokomotiven der Königlich Württembergischen Staats-Eisenbahnen übliche führende Drehgestell und konnte die Reibungsmasse von 14 Tonnen beziehungsweise 19 Tonnen auf über 26 Tonnen erhöhen. Die Lokomotive erhielt, für die damaligen württembergischen Verhältnisse, mit 1530 Millimetern recht große Triebräder und wurde als Klasse B zu den Schnellzuglokomotiven eingereiht. Sie besaßen einen Schornstein der Bauart Prüsmann und eine außenliegende Allansteuerung. Der Wassertank war zwischen den beiden Achsen angeordnet. Die erwartete Leistung konnten die Maschinen ohne Probleme erreichen. Für längere Strecken waren die Vorräte mit 4 Kubikmeter Wasser und 1,2 Tonnen Kohle etwas knapp bemessen, weshalb die Lokomotiven zu Beginn der 1890er Jahre ausgemustert wurden.

## Konstruktive Merkmale
Der Lokomotivkessel war ein Stahlblechkessel ohne Dom. Er hatte ein innenliegendes dünnwandiges Sammelrohr. Die Einströmrohre befanden sich außen. Die Rohrlänge betrug 3.500 mm, die Rost war 1,20 m² groß, die Heizfläche betrug 91,55 m² und der Kesselüberdruck 10 bar. Die Maschinen hatten einen langen konischen Schornstein Bauart Prüsmann.
Der Lokomotivrahmen war als innenliegender Blechrahmen mit dazwischenliegendem Wasserkasten ausgeführt. Das Zweizylinder-Nassdampftriebwerk war mit zwei waagerecht außenliegend angeordneten Zylindern und darüberliegenden Schieberkästen ausgeführt. Der Antrieb erfolgte auf die zweite, hintere Kuppelachse. Die Kreuzkopfführung war zweischienig und die Allan-Steuerung außenliegend ausgeführt.
Die Treibräder hatten einen Durchmesser von 1530 mm. Die vordere Kuppelachse hatte Blattfedern über den Achslagern, die hintere eine querliegende Blattfeder. Die Lokomotiven hatten eine Dreipunktaufhängung. Der Achsstand betrug 2.450 mm. Die Schraubenbremse wirkte von hinten auf die Treibachse.

## Fahrzeugliste
| Fabriknr. | Baujahr | Bahnnummer K.W.St.E. | Name      | ausgemustert |
| --------- | ------- | -------------------- | --------- | ------------ |
| 12        | 1867    | 172                  | Würzburg  | 1892         |
| 13        | 1867    | 173                  | Mainz     | 1892         |
| 14        | 1867    | 174                  | Mannheim  | 1889         |
| 15        | 1868    | 175                  | Karlsruhe | 1892         |
| 16        | 1868    | 176                  | Innsbruck | 1892         |
| 17        | 1868    | 177                  | Salzburg  | 1892         |